# Rosemary Chukwuma
Rosemary Chukwuma, née le 5 décembre 2001 au Nigeria, est une athlète nigériane spécialiste des épreuves de sprint.

## Carrière
Elle est médaillée de bronze du relais 4 × 100 mètres aux Jeux du Commonwealth de 2018 et médaillée d'or de ce même relais aux Championnats d'Afrique d'athlétisme 2018.
En 2022, avec ses compatriotes Favour Ofili, Joy Udo-Gabriel et Nzubechi Grace Nwokocha, elle prend la quatrième place du 4 × 100 m des championnats du monde d'Eugene en 42 s 22, ce qui bat le record d'Afrique qui datait de 30 ans.
Ce temps est amélioré en finale des Jeux du Commonwealth, mais la performance est finalement annulée en raison du dopage de Nwokocha.

## Palmarès
| Date | Compétition                    | Lieu         | Résultat | Épreuve   | Temps   |
| ---- | ------------------------------ | ------------ | -------- | --------- | ------- |
| 2018 | Jeux du Commonwealth           | Gold Coast   | 3e       | 4 × 100 m | 42 s 75 |
| 2018 | Jeux africains de la jeunesse  | Alger        | 1re      | 100 m     | 11 s 53 |
| 2018 | Jeux africains de la jeunesse  | Alger        | 1re      | 200 m     | 23 s 45 |
| 2018 | Championnats d'Afrique         | Asaba        | 1re      | 4 × 100 m | 43 s 77 |
| 2018 | Jeux olympiques de la jeunesse | Buenos Aires | 1re      | 100 m     | 23 s 20 |
| 2019 | Championnats d'Afrique juniors | Abidjan      | 1re      | 100 m     | 11 s 62 |
| 2019 | Championnats d'Afrique juniors | Abidjan      | 1re      | 200 m     | 23 s 81 |
| 2019 | Jeux africains                 | Rabat        | 1re      | 4 x 100 m | 44 s 16 |
| 2022 | Championnats du monde          | Eugene       | 4e       | 4 x 100 m | 42 s 22 |

## Records
| Épreuve | Temps   | Lieu         | Date        |
| ------- | ------- | ------------ | ----------- |
| 100 m   | 10 s 88 | Fayetteville | 25 mai 2024 |
| 200 m   | 22 s 33 | Lubbock      | 15 mai 2022 |